# Coutières

Coutières este o comună în departamentul Deux-Sèvres, Franța. În 2009 avea o populație de 155 de locuitori.